# Кац Сигізмунд Абрамович
Кац Сигізмунд Абрамович — радянський композитор. Народний артист РРФСР (1980). Лауреат Державної премії СРСР (1950).
Народився 4 квітня 1908 р. Помер 17 червня 1984 р. Закінчив Московську консерваторію (1937).
Автор музики до радянського фільму «Боксери» (1941).